# لوري ستيفنز
لوري ستيفنز (بالإنجليزية: Laurie Stephens)‏ هي متزحلقة أمريكية، ولدت في 5 مارس 1984 في بيفرلي في الولايات المتحدة.

## روابط خارجية
- لوري ستيفنز على موقع الاتحاد الدولي للتزلج (التزلج على المنحدرات الثلجية) (الإنجليزية)
- لوري ستيفنز على موقع Paralympic.org (الإنجليزية)
- لوري ستيفنز على موقع IPC.InfostradaSports.com (مؤرشف) (الإنجليزية)
- لوري ستيفنز على موقع اللجنة الأولمبية والبارالمبية الأمريكية (الإنجليزية)